# Запрошувальний лист
Запрошувальний лист — недатований лист, підписаний п'ятьма членами ЦК КПЧ в серпні 1968 р., в котрому автори зверталися до Леоніда Брежнєва за допомогою в придушенні з використанням будь-яких засобів ніби погрожуючої контрреволюції. Цей лист, написаний російською мовою, став формальною причиною вторгнення до Чехословаччини 21 серпня 1968 р.
За словами свідків лист був вручений Брежнєву 3 серпня в братиславському готелі Sorea, тобто невдовзі після неуспішних для СРСР переговорів між радянським і чехословацьким керівництвом в с. Чиєрна-над-Тісоу. Існування листа мало залишатися таємницею. 15 липня 1992 цей лист знайдений в Державному архіві Російської федерації під датою 25 вересня 1968. На конверті була резолюція Костянтина Черненка: "До архіву політбюро. Без дозволу не відкривати". Текст був відредагований рукою Брежнєва, отже є підстави вважати, що могло йтися й про інші держави Варшавського договору, а лист мали підписати й інші особи. Вже наступного дня документ був перевезений до Праги та представлений громадськості.
Цей лист вважається зрадою Батьківщини, але за його підписання ніхто не був притягнутий до відповідальності. Криміналістична експертиза підтвердила автентичність підписів.

## Підписанти
- Алоіс Індра (1921–1990), тодішній міністр транспорту та член ЦК КСЧ.
- Драгомір Колдер (1925–1972), тодішній ЦК КСЧ.
- Олдржіх Швестка (1922–1983), тодішній член президії ЦК КСЧ. Після окупації він повернувся на посаду редактора газети Червоне право, звідки його звільнили під час Празької весни 1968.
- Антонін Капек (1922–1990), тодішній ЦК КСЧ. Особистого листа Брежнєву він написав ще до того.
- Васіл Біляк (1917–2014), тодішній член президії ЦК КСЧ.